# Lusangel
Lusangel er navnet på den vestlige og mindre frugtbare del af landskabet Angel, som ligger ved overgangen til gesten syd for grænsen. Området er overvejende morænelandskab, men har i sammenligning med det østlige Angel et højere sandindhold og er dermed mindre frugtbar. Lusangel strækker sig omtrent langs Hærvejen med Frørup Bjerge og (blandt andet) byerne Munkvolstrup, Store Solt, Havetoft og Bøglund. Administrativ hørte store dele af Lusangel under Ugle Herred.
Navnet Lusangel er angeldansk og betyder det lyse Angel. Navnet henviser formodentlig til de lyse indlandsklitter og sandaflejringer omkring Træsøen. Begrebet blev også anvendt som skældsord (lus) for de mere fattige beboere i det vestlige Angel (Lusangel) i modsætning til beboere i det centrale og østlige Angel.